# 安専寺 (碧南市)
安専寺（あんせんじ、安專寺）は、愛知県碧南市棚尾本町3-17にある真宗大谷派の寺院。山号は龍蓬山。本尊は阿弥陀如来。妙福寺（志貴毘沙門天）や光輪寺とともに「棚尾の三寺」と呼ばれる。

## 歴史

### 中世
平安時代の長和5年（1016年）、天台座主の良源（慈恵大師）の直弟である源徴法師が天台宗の寺として止観寺を開いた。第11世の慶鎮は浄土真宗を開く親鸞の念仏の教えに感銘を受けた。
室町時代の応仁2年（1468年）には蓮如上人が三河国を巡行した際、第23世祐性（真宗1世）が蓮如から南無阿弥陀仏の真筆六字の名号を賜り、天台宗から浄土真宗に帰依した。
大永6年（1526年）、第26世尊智は證如上人より一貫代の本尊を賜った。永禄6年（1563年）には三河国で三河一向一揆が起こり、第27世興照はしばらくこの地を離れるが、第28世観應の代にこの地に戻った。

### 近世
江戸時代の天和2年（1682年）、第33世噌吟の時に安専寺に改称し、東本願寺より木仏の本尊が御免された。安永5年（1776年）、第35世円説は幡豆郡平坂村の鋳物師である太田庄兵衛家（4代太田庄兵衛正次）に梵鐘の製作を依頼した。

### 近代

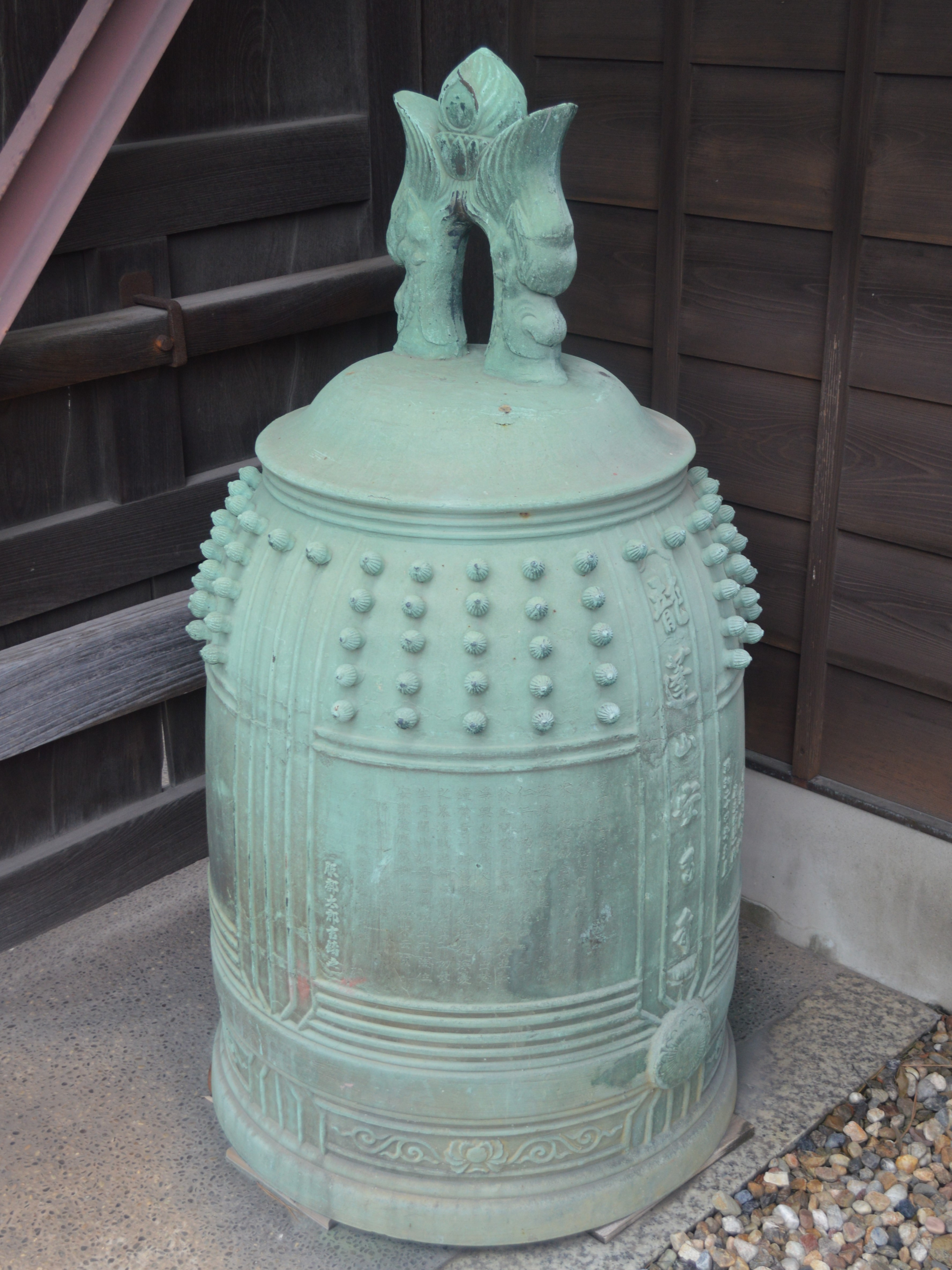
永坂杢兵衛の銘が入った2代目梵鐘

文久元年（1861年）から1872年（明治5年）には寺子屋が開設され、第39世円順が習字を教えた。1872年（明治5年）、第39世円順は廃仏毀釈の動きの中で住世過去帳を記した。
1942年（昭和17年）には梵鐘が金属供出を余儀なくされ、戦後には埼玉県の寺院に払い下げられた。1944年（昭和19年）6月には名古屋市立堀田国民学校5年生58人が安専寺に学童疎開した。安専寺で1年以上授業が行われ、終戦後の1945年（昭和20年）10月26日に名古屋市に帰っている。この間の1945年（昭和20年）1月13日には三河地震が起こり、壁の棚に乗せてあった鉄製の砲弾が落下する出来事があった。

### 現代
1949年（昭和24年）5月には2代目となる梵鐘を製作し、三州瓦の鬼師である永坂杢兵衛が銘を記した。1963年（昭和38年）10月、鉄筋コンクリート造2階建の本堂を建立した。1978年（昭和53年）末には熊谷市籠原の大正寺から梵鐘を使用している旨の連絡があり、初代の梵鐘の所在地が判明した。1983年（昭和58年）11月には3代目となる梵鐘が寄贈された。
2003年（平成15年）には初代の梵鐘が大正寺から埼玉県深谷市の善法寺に移された。2011年（平成23年）1月26日にはこの梵鐘が安専寺に戻って本堂内に安置され、2014年（平成26年）3月28日には蓮如の墨書六字名号と共に碧南市指定有形文化財に指定された。2016年（平成28年）には創建から1000年の節目を迎えた。

## 境内

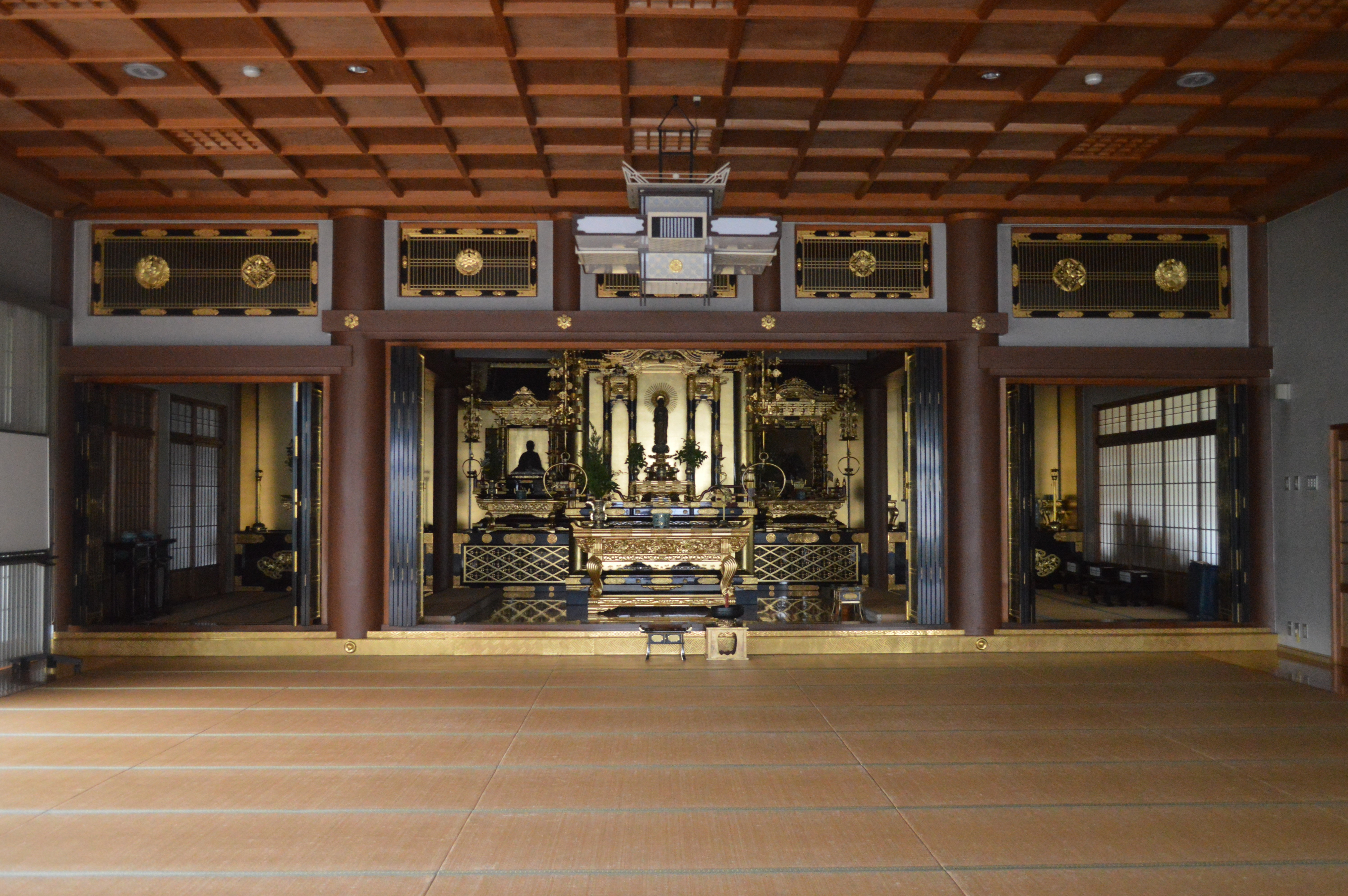
本堂内陣

- 本堂

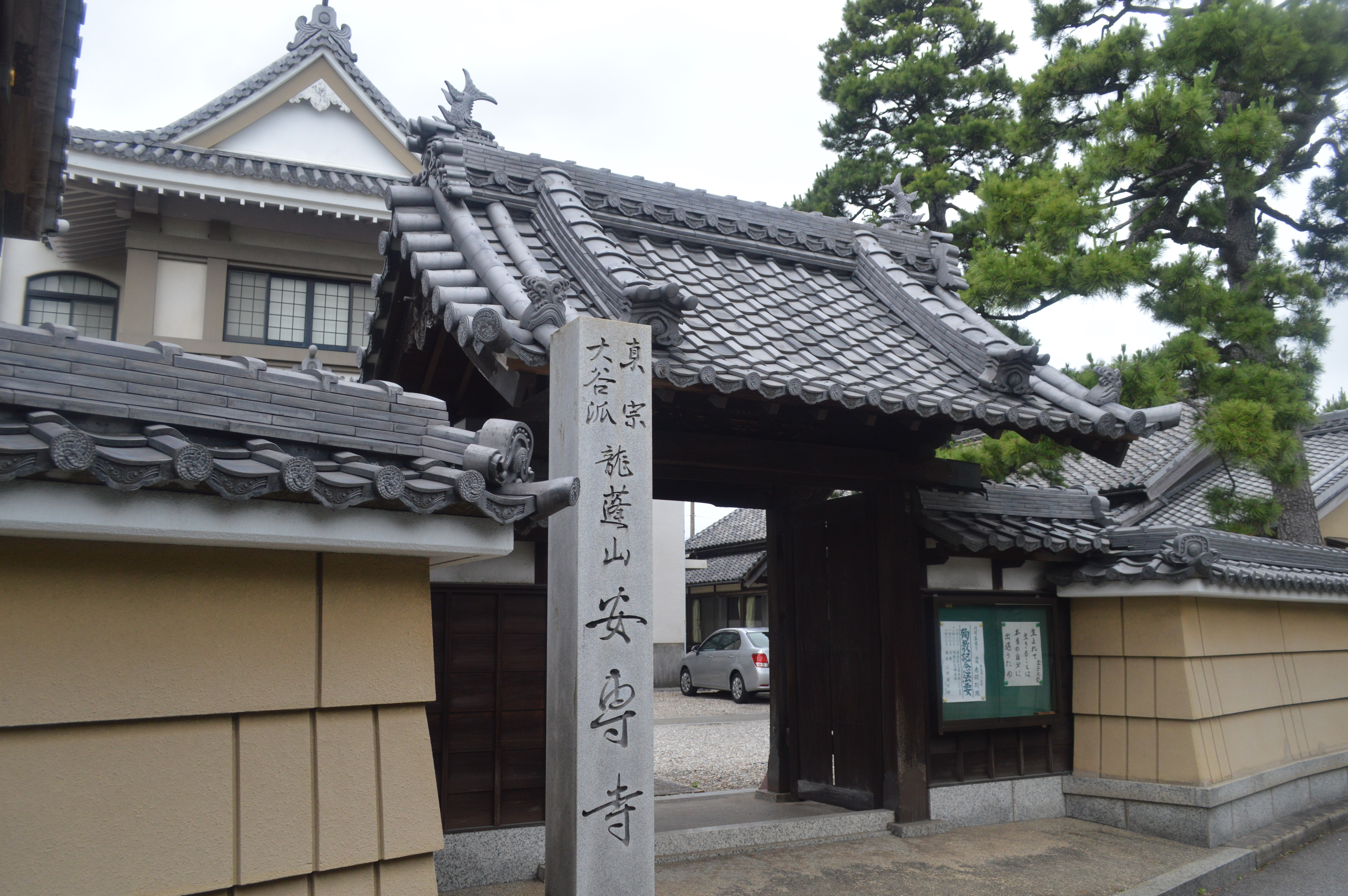
山門
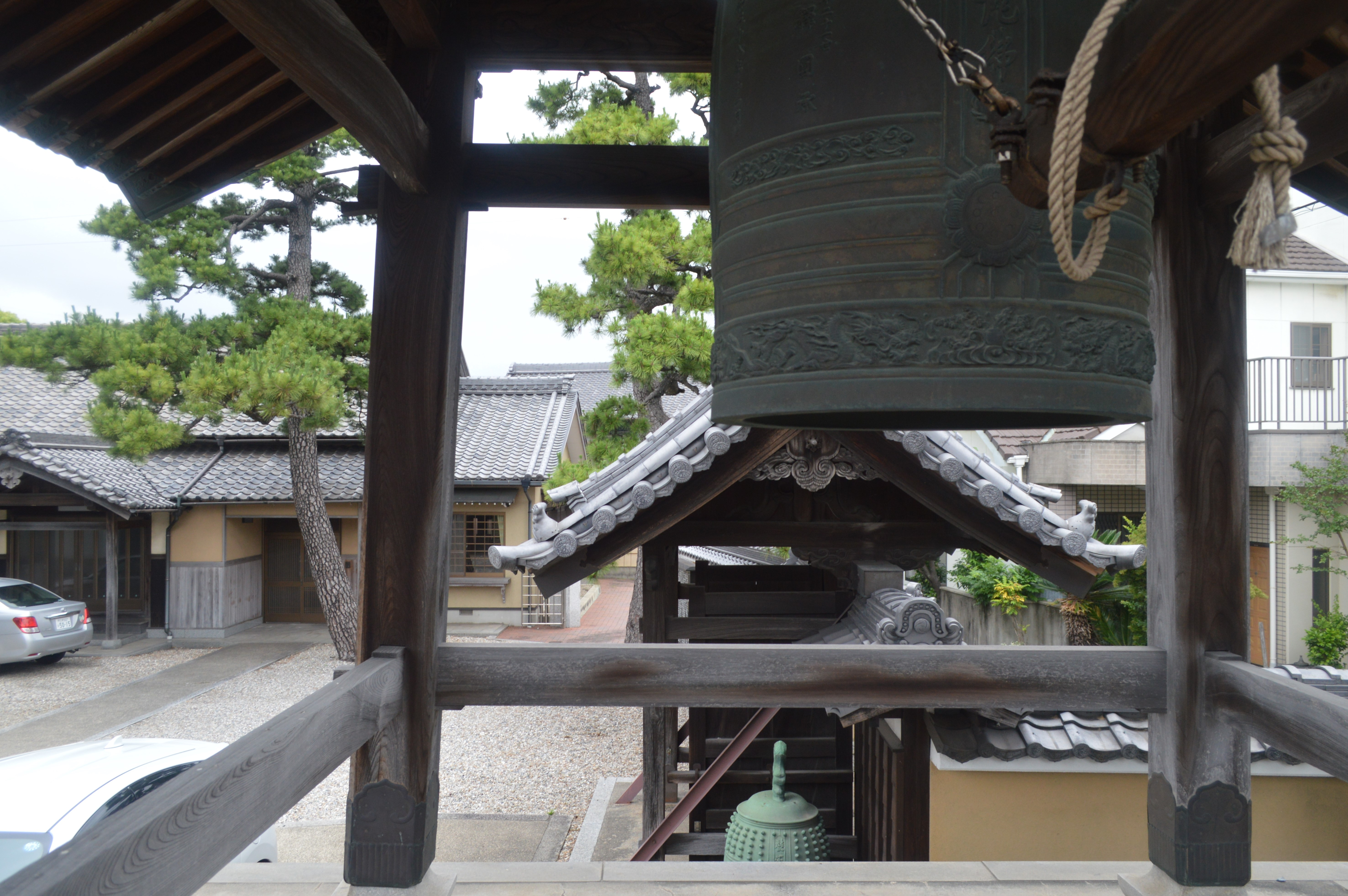
鐘楼堂（3代目梵鐘）

- 山門
- 鐘楼堂（3代目梵鐘）

## 歴代住職
- 開基 源徴
- 2世 理空
- 3世 光慶
- 4世 叡存
- 5世 信性
- 6世 普山
- 7世 智養
- 8世 公祐
- 9世 證道
- 10世 閃意
- 11世 慶鎮
- 12世 聞智
- 13世 誓忍
- 14世 観山
- 15世 実智

- 16世 顕祐
- 17世 諦空
- 18世 厳嶺
- 19世 静海
- 20世 霊源
- 21世 皇岸
- 22世 真成
- 23世 祐性
- 24世 実信
- 25世 宗賢
- 26世 尊智
- 27世 興照
- 28世 観応
- 29世 是空
- 30世 善賢

- 31世 賢門
- 32世 恵城
- 33世 噌吟
- 34世 恵閑
- 35世 圓説
- 36世 圓敬
- 37世 圓諦
- 38世 圓成
- 39世 圓順
- 40世 圓證
- 41世 圓秀（安藤円秀）
- 42世 圓英
- 43世 圓承
- 44世 圓智

### 安藤円秀
安専寺に生まれた国文学者の安藤円秀は、明治・大正時代の碧海郡棚尾町出身者では唯一の東京帝国大学（現・東京大学）卒業生である。
1885年（明治18年）、安藤円秀は安専寺に第40世圓證（安藤秀麿）の長男として生まれた。1910年（明治43年）に東京帝国大学文学科を卒業し、1911年（明治44年）には宮崎県立延岡中学校（現・宮崎県立延岡高等学校）の教諭となった。1919年（大正8年）には松本高等学校（現・信州大学）教授となり、1922年（大正11年）には第二高等学校（現・東北大学）教授となった。
1925年（大正14年）には母校の東京帝国大学の助教授となったが、1929年（昭和4年）には助教授を依願免官し、1930年（昭和5年）には國學院大學の講師となった。星岡茶寮の会員でもあり、1943年（昭和18年）には勲四等瑞宝章を授与されている。1947年（昭和22年）に雄山閣から『農学事始め 駒場雑話』、1948年（昭和23年）に学徒援護会から『詩経随筆』を刊行した。1946年（昭和21年）には安藤円秀が圓秀として住職に就任したが、1948年（昭和23年）に63歳で死去した。

## 文化財

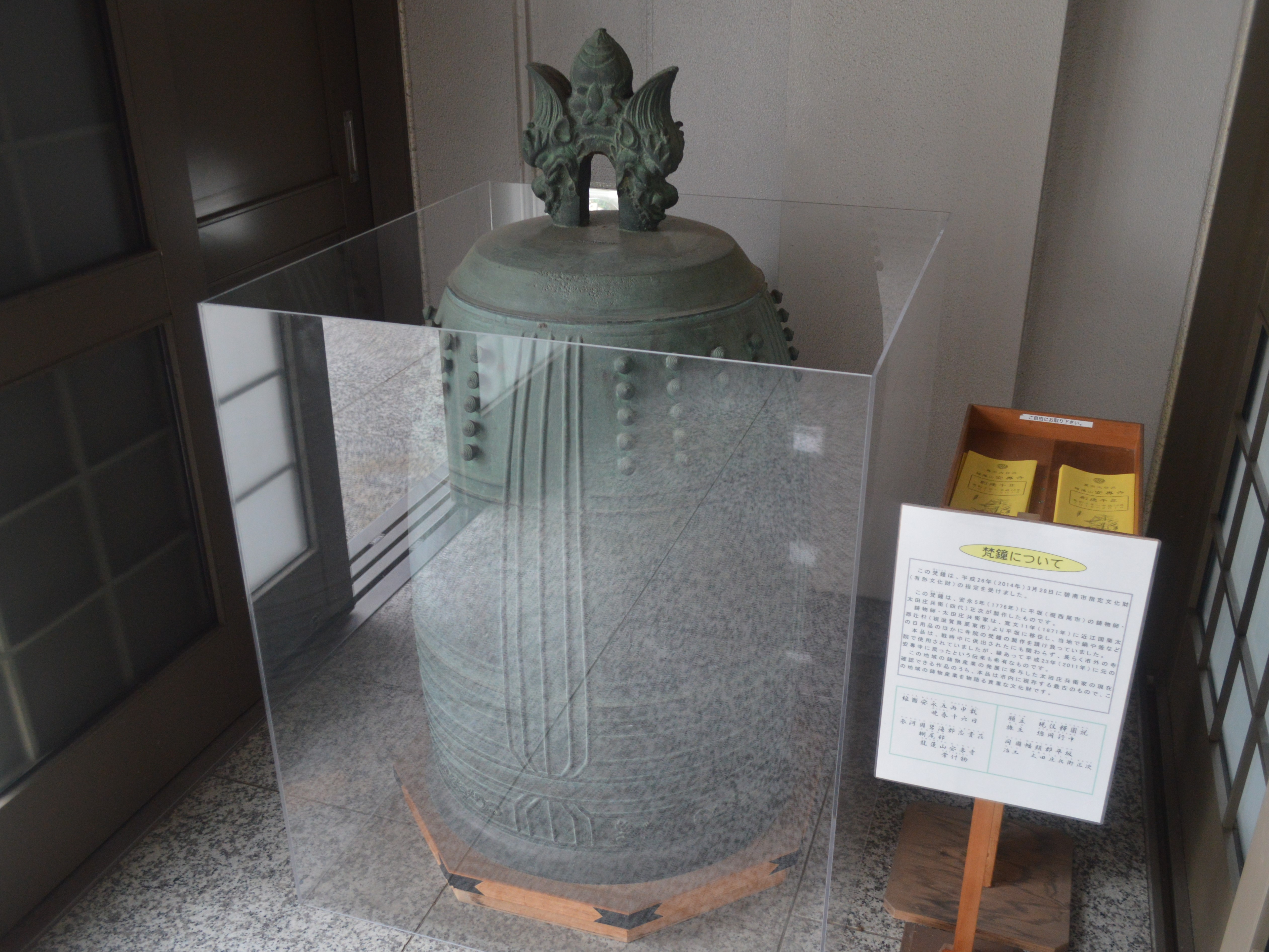
1776年に製造された初代梵鐘

### 碧南市指定文化財
- 梵鐘（美術工芸品） - 総高126センチ、径67センチ[5]。安永5年（1776年）に幡豆郡平坂村の4代太田庄兵衛正次が製作した。碧南市に現存する太田庄兵衛家の作品としては最古のものである[3]。2014年（平成26年）3月28日、碧南市指定有形文化財に指定された[5]。
- 墨書六字名号（美術工芸品） - 紙本墨書、軸装[6]。縦92.3センチ、横34.9センチ[6]。室町時代に蓮如が筆をとった「南無阿弥陀仏」六字の名号であり、応仁2年（1468年）に蓮如から授けられたとされる。2014年（平成26年）3月28日、碧南市指定有形文化財に指定された[6]。

## 現地情報
所在地
- 447-0815 愛知県碧南市棚尾本町3-17

アクセス
- 名鉄三河線碧南駅から徒歩約10分[1]